# Przeimitowanie
Przeimitowanie (imitacja syntaktyczna) – rodzaj techniki kompozytorskiej stosowanej na gruncie polifonii renesansowej polegającej na pojawieniu się frazy imitacyjnej we wszystkich głosach kompozycji polifonicznej. Gatunkami renesansowymi, w których przeimitowanie odegrało szczególną rolę, były  motet oraz msze. 
Inną nazwą techniki przeimitowanej jest francuskie określenie imitacja syntaktyczna, które zwraca uwagę na relację frazy imitacyjnej do tekstu słownego. Wszystkie odcinki tekstu słownego miały własny motyw muzyczny, który był imitowany i pojawiał się w  pozostałych głosach utworu. 
Technika przeimitowana miała duży wpływ na budowę utworów renesansowych, które odznaczały się płynnością przebiegu muzycznego. Brak wyraźnych wcięć formalnych spowodowany był nachodzeniem na siebie poszczególnych fraz tekstowo-imitacyjnych. Muzykę charakteryzowała płynność bez wyraźnych cezur i kadencji oraz linearyzm.
Nazwę przeimitowanie wprowadził niemiecki teoretyk Hugo Riemann, uważając za jego twórcę Johannesa Ockeghema. Obecnie przyjmuje się, że przeimitowanie rozpowszechniło się dopiero za czasów Josquina des Prés, a dojrzałą formę otrzymało u Nicolasa Gomberta. 
Stopniowe ograniczanie tematów poddawanych imitacji doprowadziło w konsekwencji do powstania formy fugi.